# Інтелектуальна праця

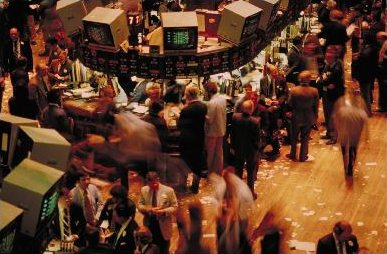
Приклад розумової праці

Інтелектуальна або розумова праця (діяльність) — включає здатність людини запам'ятовувати, аналізувати, структурувати дані і застосовувати інформацію в різних ситуаціях, у тому числі в умовах дефіциту часу.
Протилежна ручній праці.

## Гігієна розумової праці
Розумова праця потребує активізації уваги, процесів мислення та інших психічних функцій та супроводжується нервово-психічним та емоціональним напруженням.
Основними умовами високоефективної діяльності і збереження здоров'я працівників розумової праці з точки зору психофізіології є такі.
1. Суспільне визнання корисності наукової праці, підкріплене матеріальним і моральним заохоченням, створенням відповідного психофізіологічного клімату в науковому колективі.
2. Поступове входження в розумову працю. Причинами тривалого входження в працю можуть бути як особливості організму самої людини, так і умови праці (зручність робочого місця, необхідний рівень освітленості, відсутність подразників, відповідна температура та чистота повітря).
3. Роботу необхідно починати по можливості з простіших елементів, переходячи поступово до більш складних.
4. Дотримання ритму роботи. Ритмічна праця менш утомлива і продуктивніша в порівнянні з працею неритмічною. Ритмізація праці наукових працівників протягом робочого дня, тижня, місяця забезпечується проведенням спрямованих на це організаційно-технічних заходів, покращанням поточного планування в організації, рівномірним завантаженням працівників. У той самий час існують види праці з жорстким ритмом роботи, який задається термінами виконання завдання протягом робочого дня. У результаті виникають дефіцит часу, нервово-емоційне напруження, підвищена стомлюваність і, як результат, спрощення діяльності, зменшення елементів творчості в роботі.
5. Дотримання нормального чергування праці і відпочинку. Закономірності роботи головного мозку вимагають, щоб розумовий процес розгортався тривало. Інерційність роботи мозку визначає можливість продовження роботи (особливо творчою) і під час перерв, і після закінчення робочого дня. У зв'язку з цим для профілактики можливої перевтоми великого значення набуває правильний розпорядок робочого дня, що дозволяє раціонально розподілити форми навантаження і відпочинку. При напруженій розумовій діяльності рекомендуються через кожну годину роботи перерви на 5-10 хвилин для активного відпочинку (гімнастика, прогулянка).

Більшість видів робіт науковців відбуваються в умовах відсутності рухової активності, що само по собі є несприятливим чинником умов праці. Мала рухова активність у поєднанні з нервовою напруженістю призводить до того, що серед осіб розумової праці захворювання серцево-судинної системи трапляються частіше, ніж у людей фізичної праці. Обсяг занять фізичними вправами, що рекомендується, повинен становити не менше 6 — 10 годин на тиждень, у тому числі: — організовані групові або самостійні заняття оздоровчої спрямованості не менше 3 годин, розподілені на 3 — 4 заняття на тиждень із середньою інтенсивністю; — виробнича фізична культура не менше 3 годин, що включає виробничу гімнастику у всі робочі дні, післяробочі відновлювально-профілактичні заняття 2 рази на тиждень. Рекомендується активний відпочинок у вихідні дні і у відпускний період щодня не менше 2 годин. Найбільш сприятливі показники професійної працездатності для тих, хто займається у спортивних секціях, досягаються при заняттях 2 — 3 рази на тиждень (сумарно 4 — 6 годин).
У людей розумової праці раціональними є сумарні енерговитрати на заняття фізичними вправами 4000 — 5000 ккал на тиждень. У перерахунку на щоденні заняття це становить в середньому 640 ккал на день.